# Ростральные колонны (Санкт-Петербург)
Ростра́льные коло́нны — архитектурные сооружения в центре Санкт-Петербурга на Стрелке Васильевского острова. В XIX веке выполняли функцию фонарей порта столицы.

## История
Две ростральные колонны были возведены в 1805—1810 годах по проекту французского архитектора Тома де Томона, который украсил их рострами кораблей по обе стороны Васильевского острова. Это олицетворение показывает мощь и величие морского флота государства, а также отсылает к древнеримскому обычаю украшать колонны рострами (лат. rostra, множественное число от лат. rostrum, нос корабля) поверженных (трофейных) вражеских кораблей.
Над проектом также работал знаменитый каменотёс Самсон Суханов, выходец из бедной крестьянской семьи из Вологодской губернии. Статуи морских божеств у подножия колонн выполнены скульпторами Жозефом Камберленом и Жаком Тибо. Открытие состоялось в 1815 году. Фонари зажигались ночью и в туман, и служили до 1885 года.
В 1925 году выполнена реставрация колонн.

## Строение
Объект культурного наследия народов РФ федерального значения. Рег. № 781610425560036 (ЕГРОКН). Объект № 7830388000 (БД Викигида)
Южный фонарь указывает путь в Большую Неву (59°56′35″ с. ш. 30°18′25″ в. д.), а северный в Малую (59°56′41″ с. ш. 30°18′18″ в. д.). У подножия колонн расположены две мужские и две женские фигуры, которые, согласно распространённой гипотезе, аллегорически представляют великие реки России: у северной колонны — Волга и Днепр, у южной — Нева и Волхов. Впрочем, эта гипотеза возникла относительно недавно и не имеет обоснования, сам Тома де Томон писал: «база каждой колонны украшена огромными фигурами, которые символизируют божества моря и коммерции». Статуи были выполнены по моделям фламандского скульптора Жозефа Камберлена и француза Жака Тибо. В качестве материала для скульптур сначала была выбрана бронза, но из-за сложности её обработки выбор пал на пудостский известняк, добывавшийся в посёлке Пудость Гатчинского района. Мягкий и эластичный в земле, известняк быстро твердеет после извлечения на поверхность, создавая прочную и величественную основу. Камберленом была выполнена мужская фигура у северной колонны, остальные сделаны Тибо.
Внутри каждой колонны имеется винтовая лестница, ведущая на верхнюю смотровую площадку с огромной чашей-светильником. В чашу до 1896 года заливали конопляное масло, дающее огненный столб, указывающий путь кораблям во мраке ночи или пелене тумана. Наверху в жаровнях жгли конопляное масло, и раскаленные брызги падали на головы прохожих. В 1896 году к светильникам подвели электричество. Позднее этот способ освещения не применяли «по причине великого расхода». В 1957 году к светильникам подвели газ и теперь, в наши дни, их зажигают только по особо торжественным случаям.
Колонны ничем не закреплены и держатся за счёт собственного веса. Высота колонн составляет 32 метра.

## Взломы
Ночью 7 июня 2011 года южная Ростральная колонна была открыта неизвестными с целью проникновения внутрь, памятник архитектуры не пострадал.
Ночью 23 августа 2011 года неизвестный мужчина, проникнув внутрь одной из ростральных колонн, открыл вентиль газового трубопровода и зажёг на ней огонь. Как сообщили в правоохранительных органах, прибывший на место пожарный расчёт перекрыл трубопровод и потушил факел. В результате инцидента никто не пострадал.

## Галерея

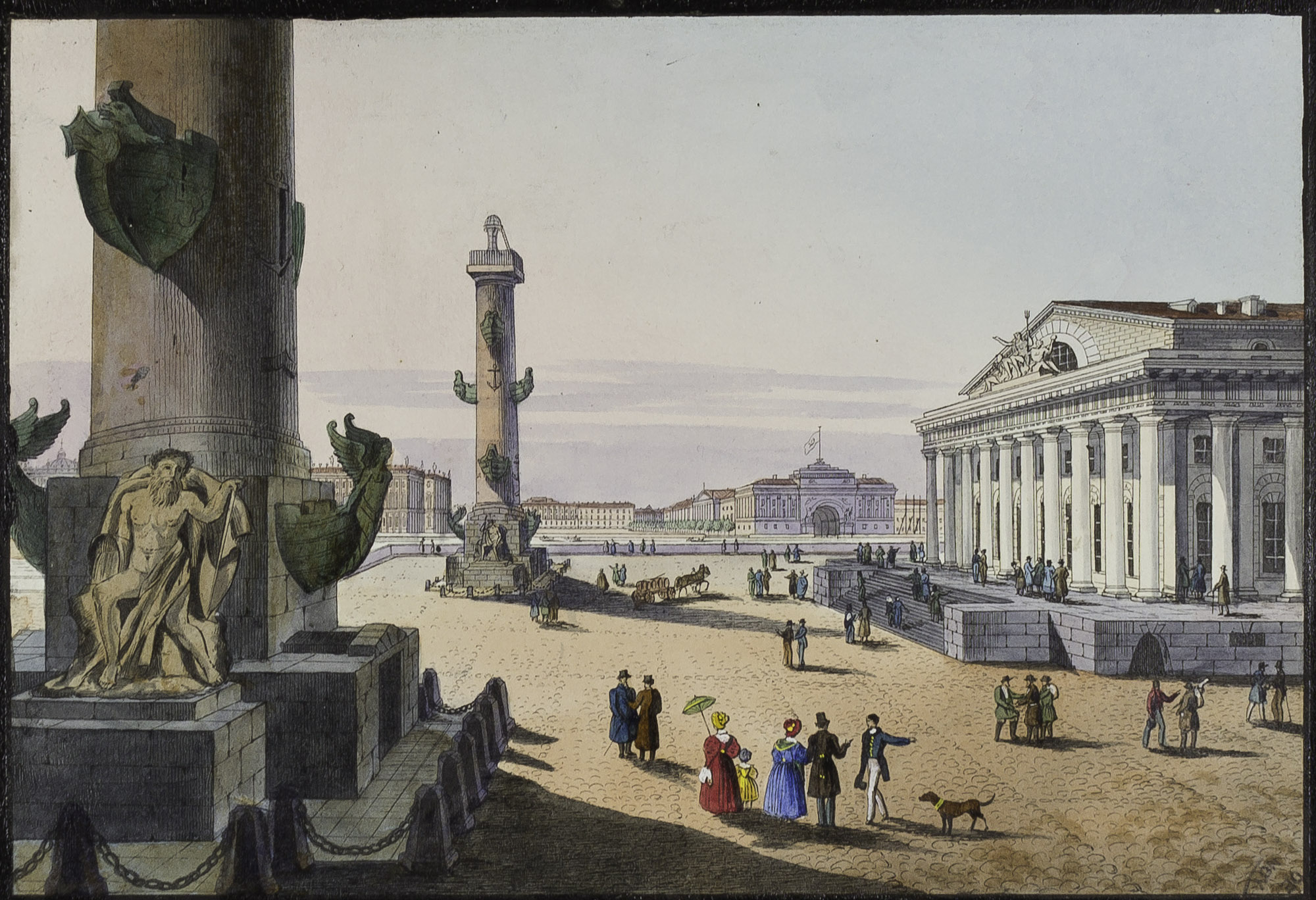
Ростральные колонны в XIX веке (Карл Беггров)
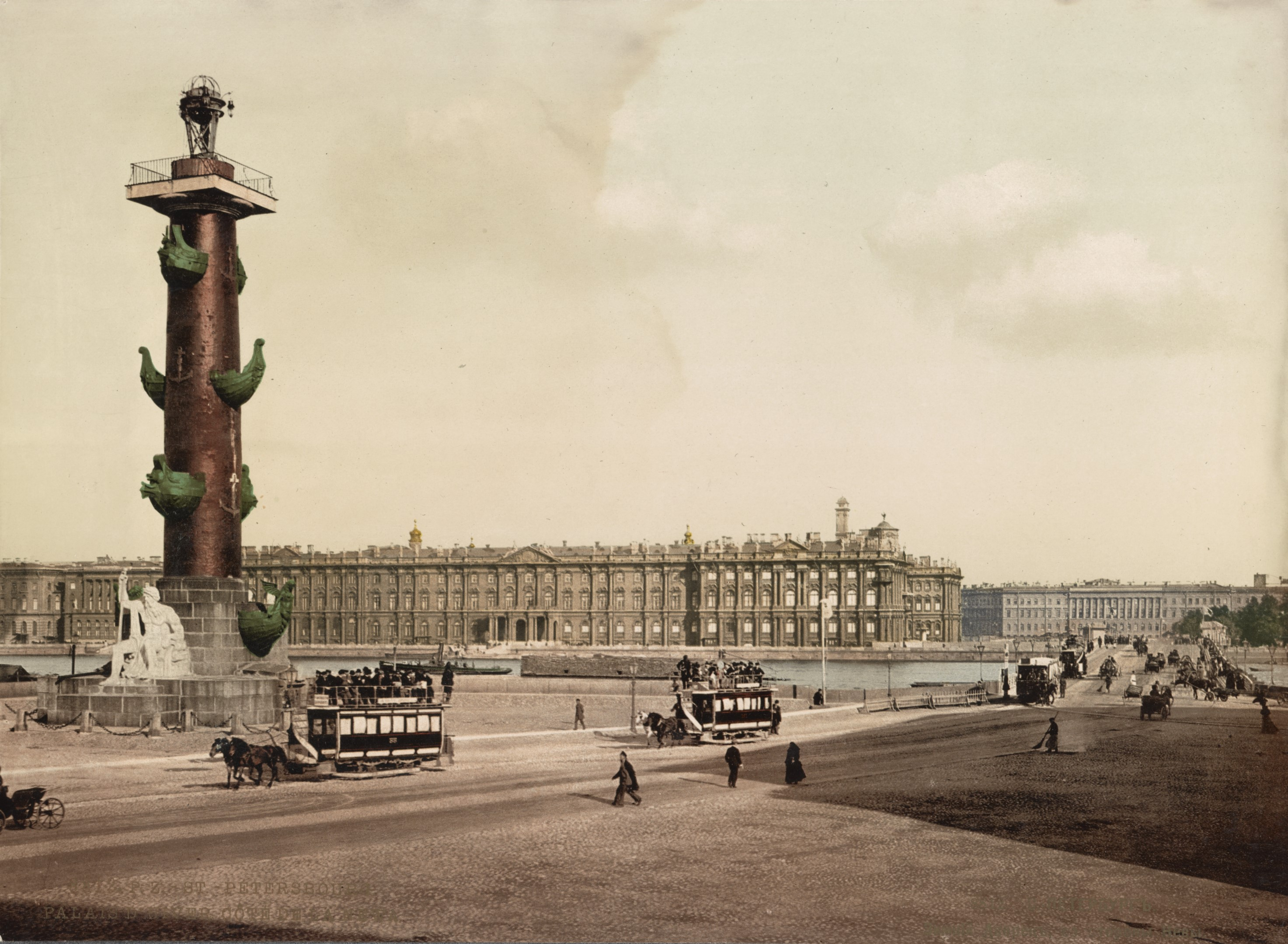
Вид на Зимний Дворец и колонну, 1896
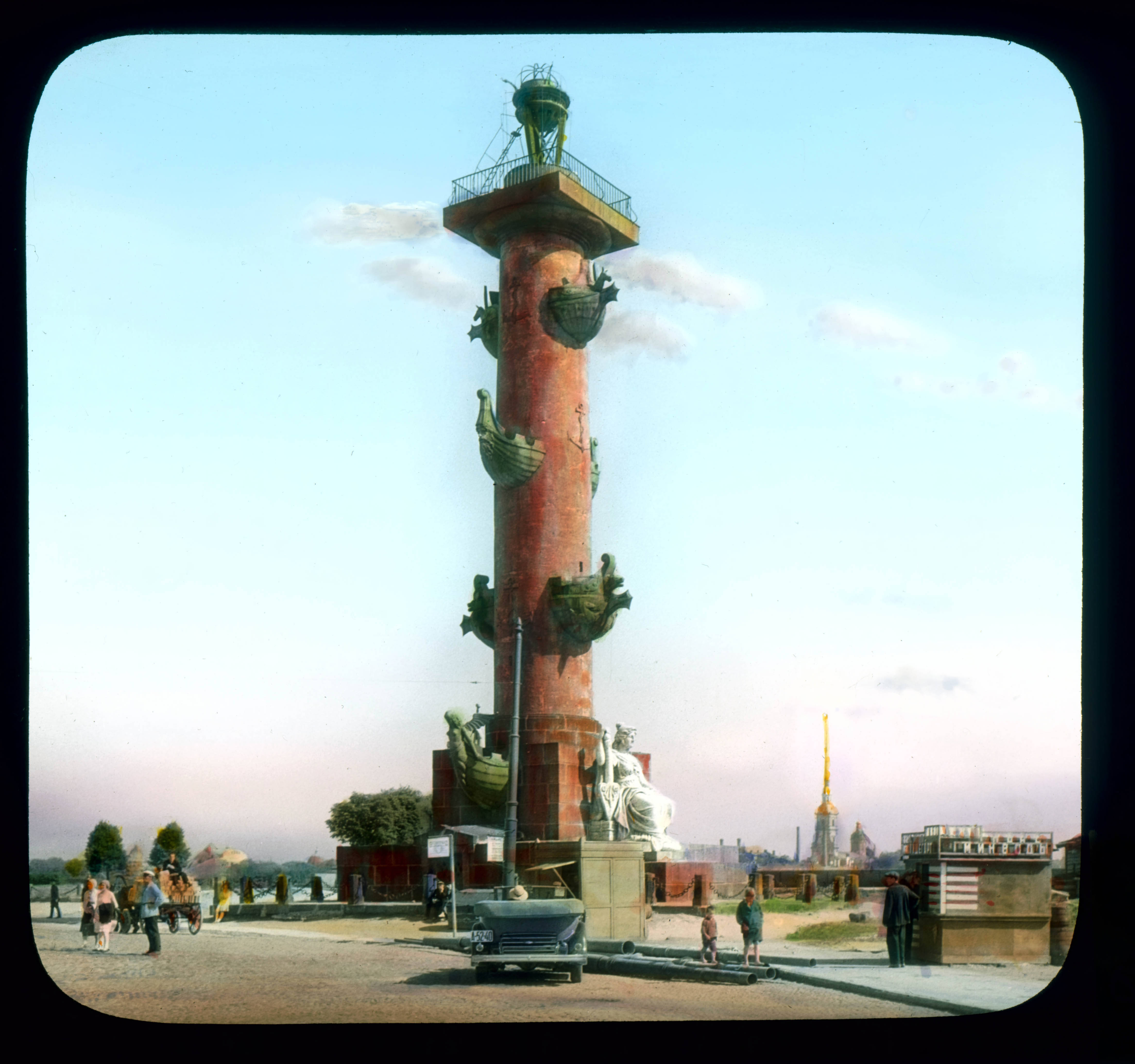
Вид на Ростральную колонну со стороны Дворцового моста (Брэнсон Де Ку, 1931)
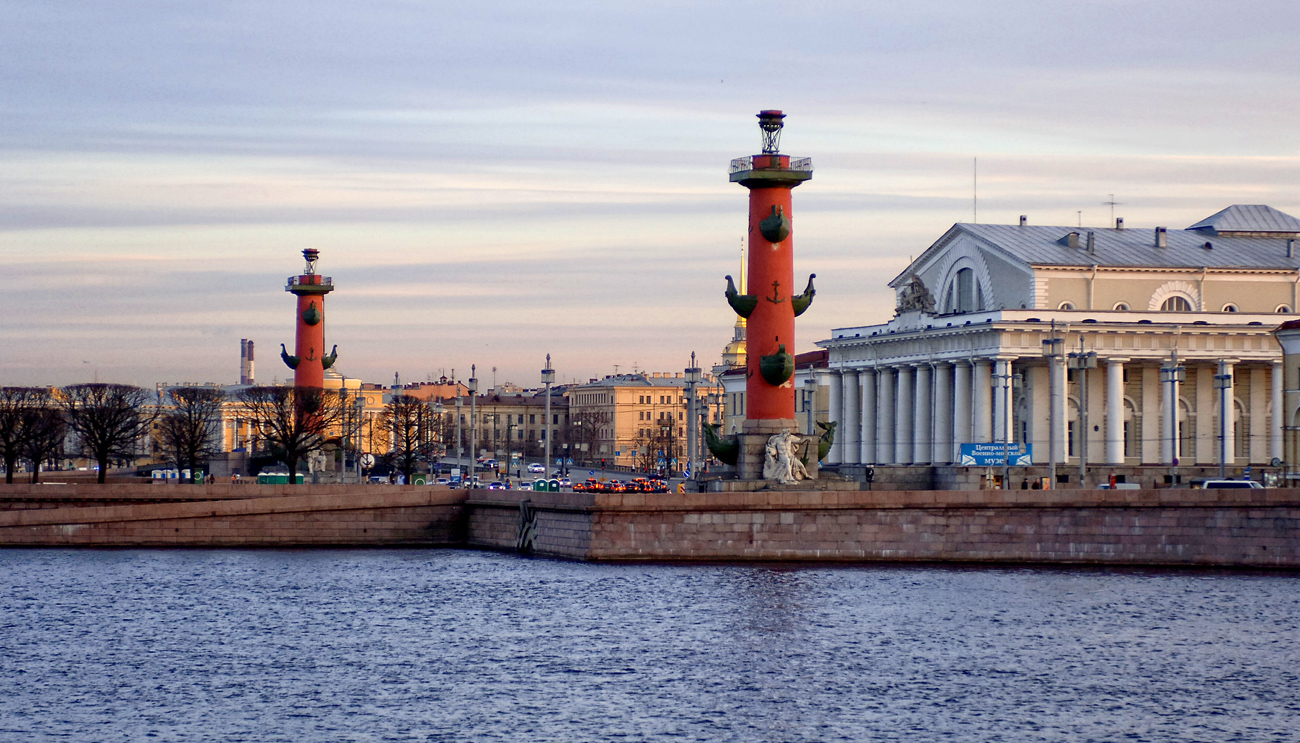
Современный вид, 2007 год
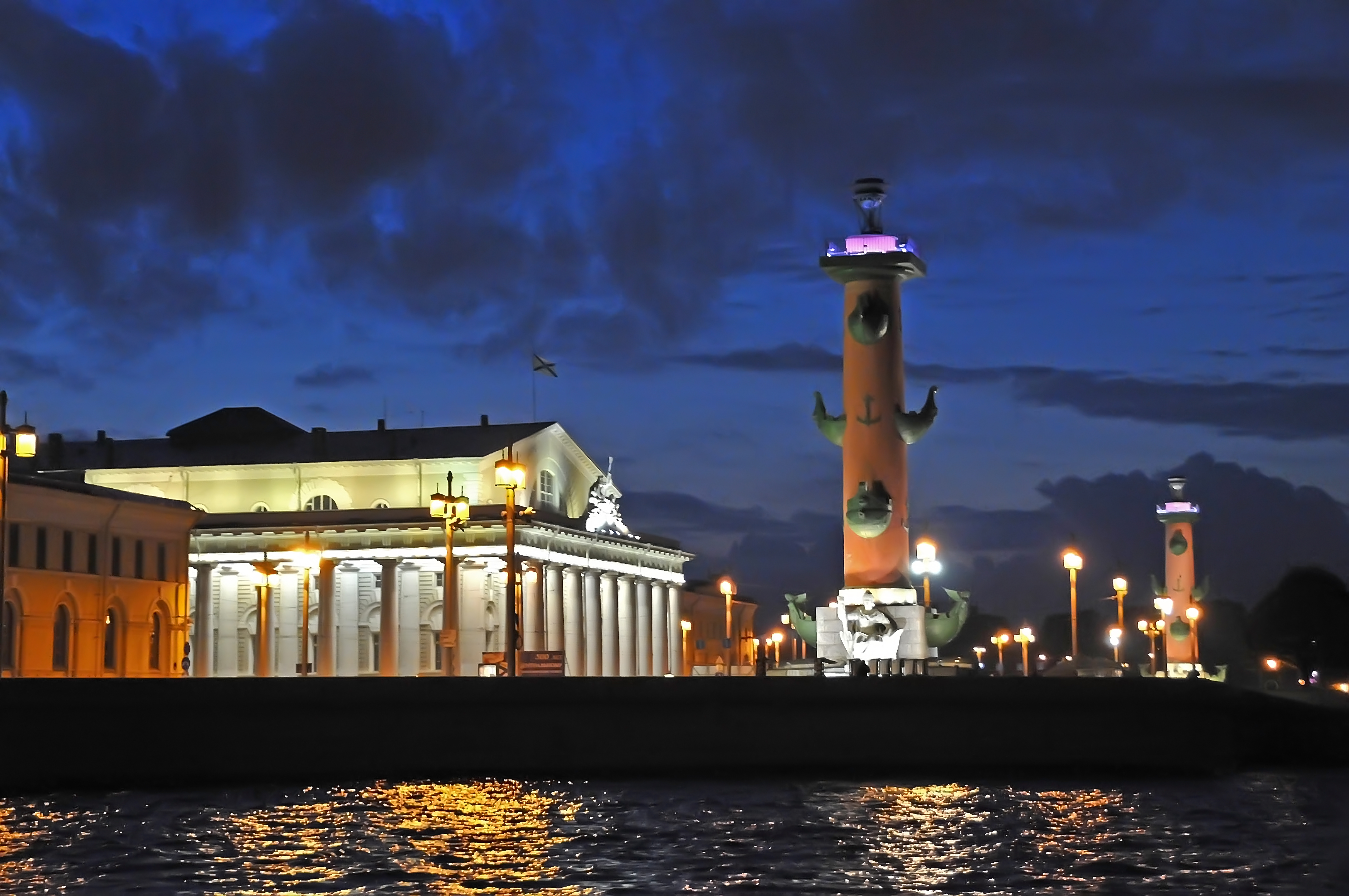
Ночная подсветка Ростральных колонн
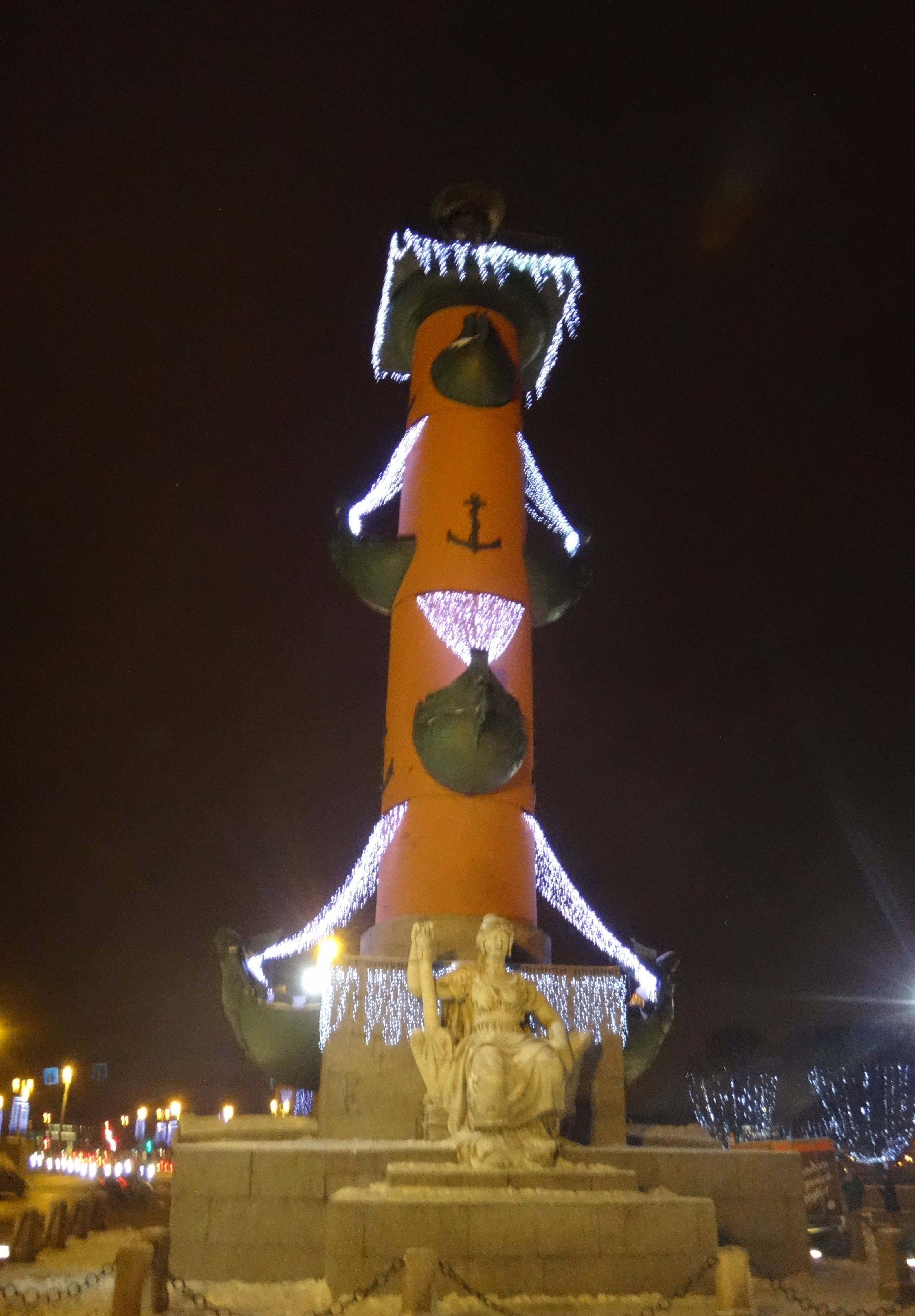
Новогоднее убранство (30 декабря 2014 года)
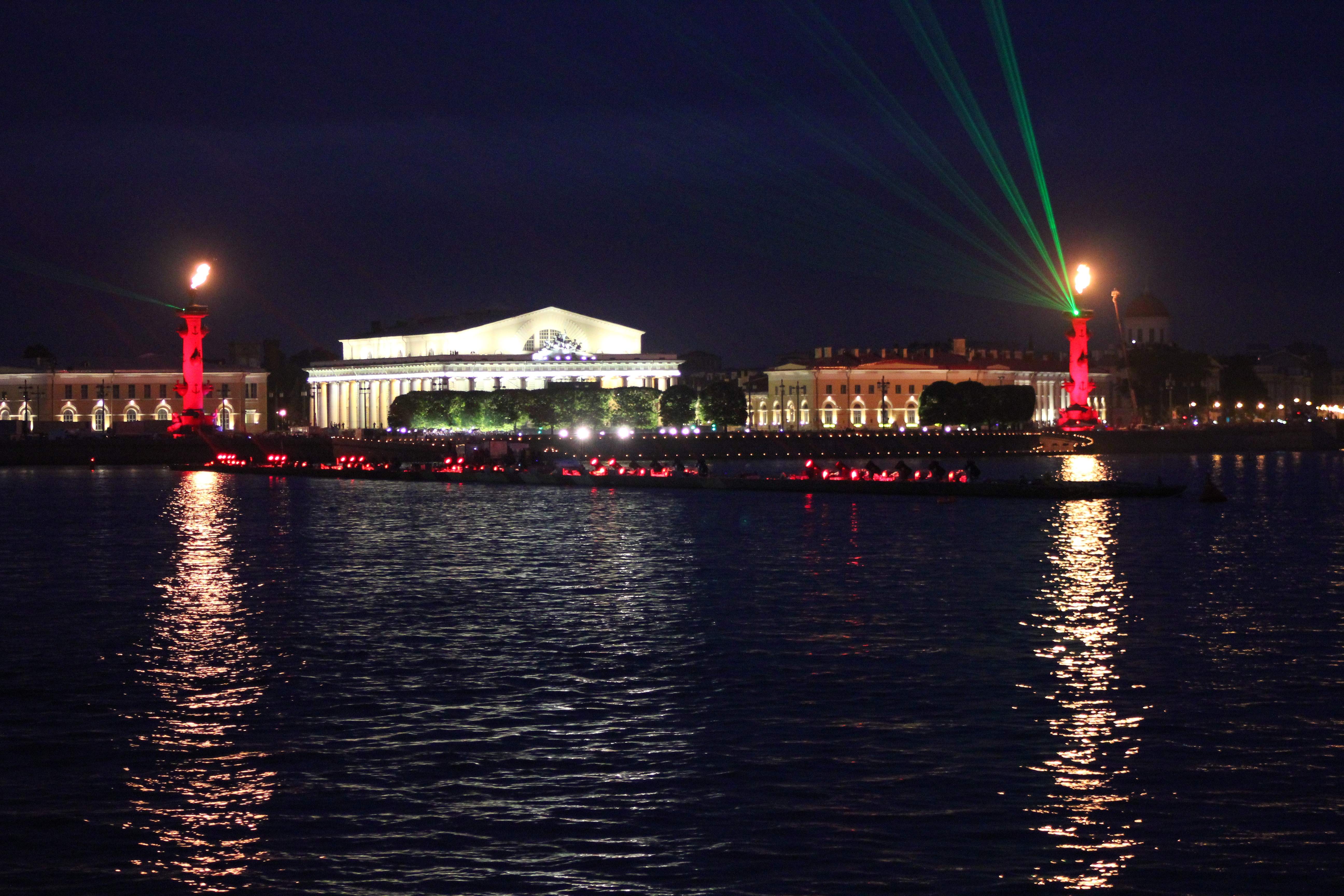
Факелы на Ростральных колоннах во время праздника «Алые паруса»
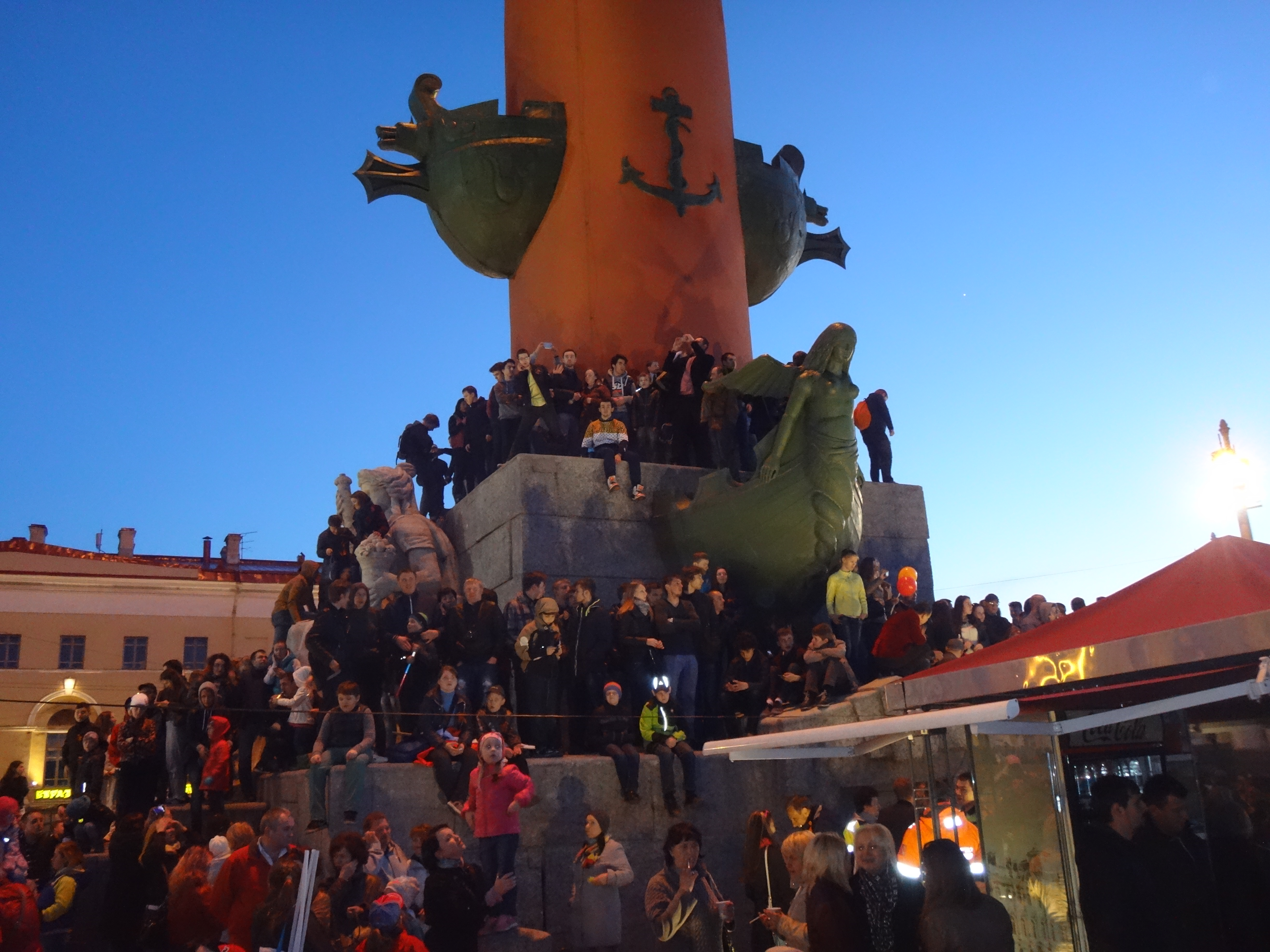
Народ облепил Ростральную колонну, чтобы посмотреть салют в честь 70-летия Победы
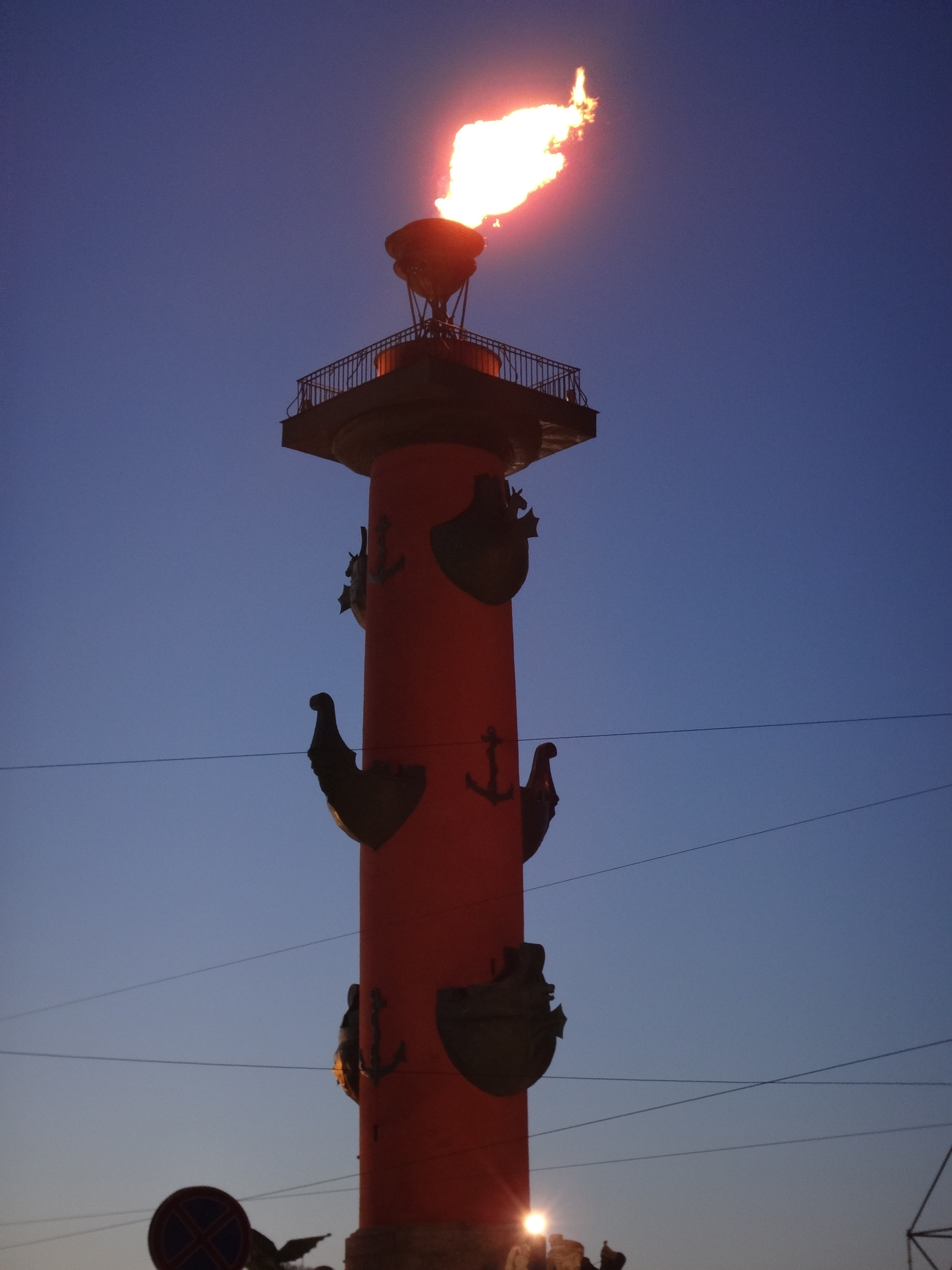
Зажжённый в честь 70-летия Победы факел
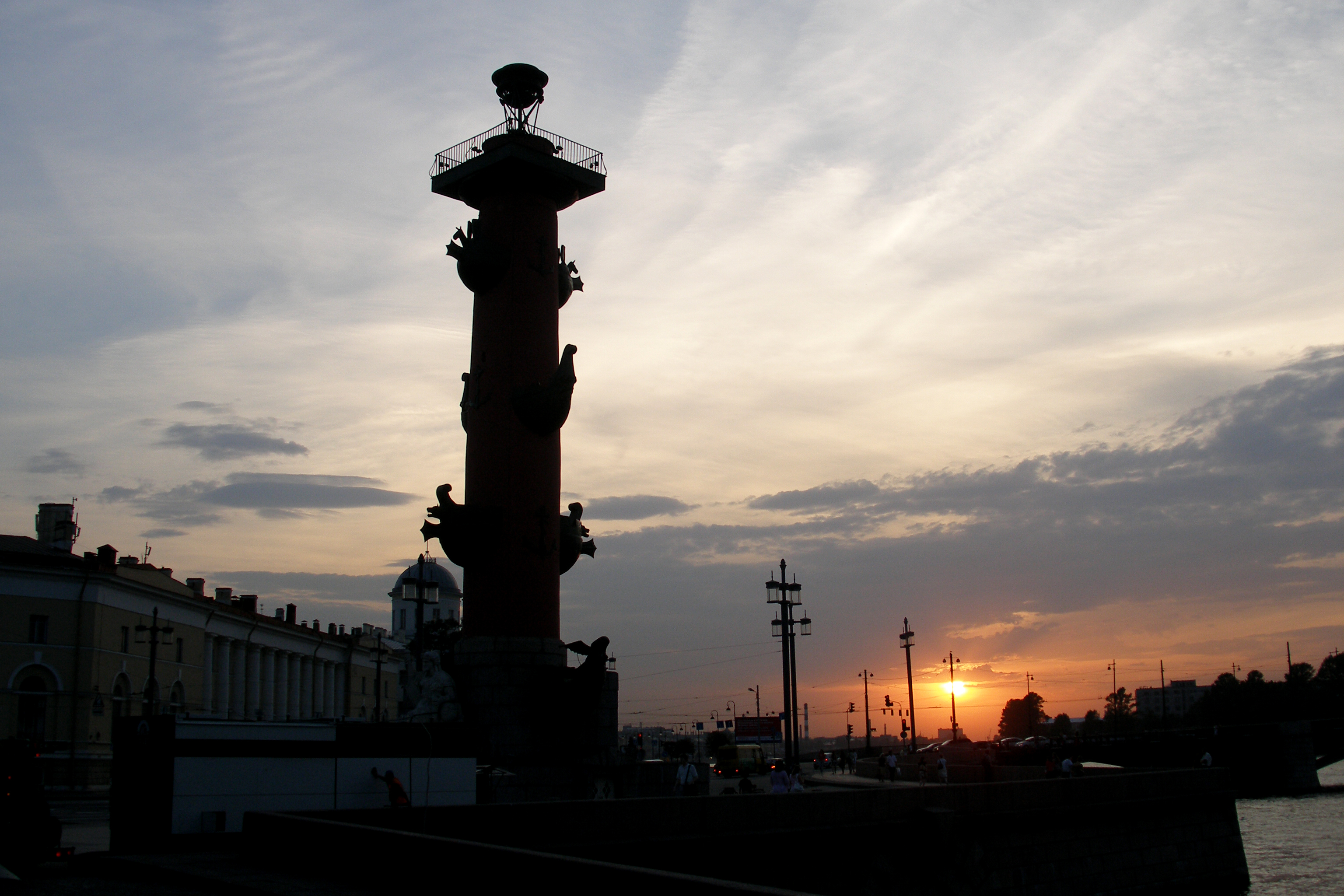
Колонны на закате
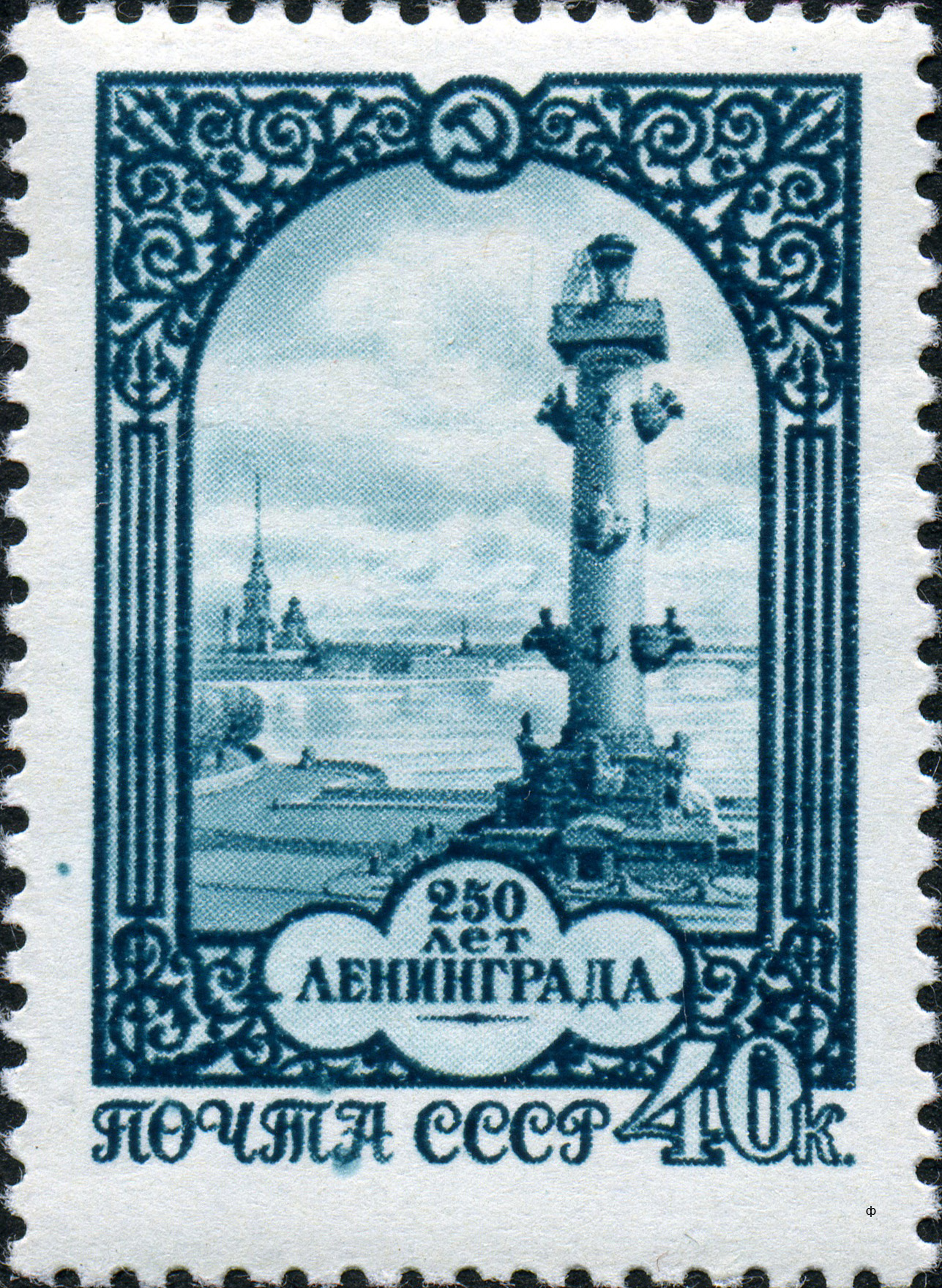
Ростральная колонна на почтовой марке 1957 года